# Скарлет
«Скарлет» — науково-фантастичний роман для молоді американської письменниці Марісси Маєр написаний у 2013 році і опублікований видавництвом Macmillan Publishers через їхню дочірню компанію Feiwel & Friends. Це другий роман із серії «Місячні хроніки» та пряме продовження роману «Сіндер». Історія заснована на казці «Червона Шапочка».
Земля та Місяць на порозі війни і єдиний спосіб покращити стосунки двох держав — віддати Сіндер на страту королеві Левані. Проте сама Сіндер зовсім не прагне стати жертвою королеви і тікає з в'язниці разом із злочинцем Карсвелом Торном. Тим часом в далекій Франції Скарлет шукає свою зниклу бабусю, яка знає такі таємниці, заради яких її викрадачі не зупиняться ні перед чим.

## Сюжет
Скарлет Бенуа — 18-річна дівчина, яка живе на фермі зі своєю бабусею в сільському містечку Ріє у Франції . Її бабуся, Мішель, зникла безвісти два тижні тому і Скарлет впевнена, що її викрали. Подруга Скарлет Емілі Монфор знайомить її з нервовим та сором'язливим вуличним бійцем на ім'я Вовк. Після того як Скарлет виголошує промову на захист Лін Сіндер, місячної кіборгині, яка спричинила хаос на щорічному балу в Нью-Пекіні, Вовк рятує її від розлючених чоловіків. Вона помічає татуювання на його руці: рядок цифр і літер. Коли Скарлет повертається з роботи, вона бачить свого батька Люка, який покинув сім'ю багато років тому. Люк відчайдушно шукає щось у будинку. Вона розпитує його, про опіки на руках від тортур, і він каже, що їх з бабусею викрали і катували через щось, що знала бабуся. Єдина підказка, яку він пам'ятає, це те, що у викрадачів було татуювання на передпліччі, схоже на татуювання Вовка. Скарлет вирушає допитувати Вовка на бойовому рингу і бачить як він мало не вбиває свого суперника. Наступного ранку Вовк приходить на її ферму і каже їй, що татуювання символізує групу, до якої він колись належав і це саме вони викрали бабусю. Він вирішує допомогти Скарлет, і вони обидва вирушають у подорож до Парижа.
По дорозі потягом до Парижа Скарлет зустрічає підозрілого молодого чоловіка на ім'я Рен. В потязі трапляється спалах летумозу і вони вистрибують з поїзда щоб не потрапити до карантину та продовжують подорож лісом. В лісі їх знаходить Рен, і Скарлет розуміє, що вони з Вовком знають один одного і Рен теж належить до групи. Вовк бореться з Реном і мало не вбиває його, поки Скарлет не стріляє йому в руку. Вони залишають Рена непритомним і застрибують на інший потяг до Парижа. Скарлет отримує сповіщення, що її батько помер.
Тим часом Сіндер об'єднується з капітаном Карсвелом Торном, американським в'язнем, який викрав космічний корабель у військових Американської республіки. Вони тікають із в'язниці Нового Пекіна і знаходять викрадений корабель Торна — Рапунцель. Сіндер втрачає свідомість, намагаючись запустити викрадений корабель Торна, і Торну доводиться перезавантажувати її. Сіндер згадує, що в неї є персональний чіп Іко, і вставляє його в корабель. Опинившись у космосі, Торн запитує Сіндер, куди вона хоче поїхати, і, незважаючи на те, що доктор Ерланд просив їй поїхати в Африку, вона вирішує шукати Мішель Бенуа, жінку, про яку вона чула в повідомленні Нейнсі і яка має стосунок до зниклої принцеси Селен.
Скарлет і Вовк прибувають до Парижа і йдуть до штабу групи. Вовк виявляється місячанином і гібридним воїном-вовком, який служить королеві Левані. Рен навіює Скарлет образ бабусі і змушує її розповісти все, що вона знає про принцесу Селену та про те, чому її бабусею неможливо маніпулювати. Вона згадує, як Лін Гарен, чоловік, який усиновив Сіндер після її операції, розмовляв з бабусею, але не знає, як вона опирається маніпуляціям. Після цього дівчину ув'язнюють.
Сіндер і Торн приземляються в Ріє і знаходять дім Мішель Бенуа. В підвалі Сіндер знаходить резервуар в якому її протримали вісім років після пожежі, а потім перетворли на кіборга. Вони йдуть до таверни, щоб поговорити з Емілі, але їх знаходять військові після того, як відстежили ідентифікаційний чіп Півонії, який був у Сіндер. Солдати місячних вовків починають атакувати за наказом королеви Левани. Ледве врятувавшись, Сіндер їде шукати Скарлет.
Вовк відвідує Скарлет у її камері та цілує її, щоб дати їй ідентифікаційний чіп, який вона використовує, щоб втекти та піти до камери своєї бабусі. Мішель Бенуа каже Скарлет, що Сіндер — це принцеса Селена і що вона повинна знайти її. Її бабуся також розповідає їй, що Скарлет є онукою Логана Таннера, лікаря, який забрав Селену на Землю та провів їй операцію кіборга і, зрештою, покінчив із собою після багатьох років місячної хвороби. Рен заходить в камеру, бабуся жертвує собою, щоб дозволити онучці втекти. Після вбивства Мішель, Рен переслідує Скарлет, поки не з'являється Вовк. Він починає бійку і зрештою вбиває Рена. Тоді Вовк заганяє Скарлет у кут і намагається впоратися з контролем свого тауматурга, але в нього стріляє заспокійливим дротиком Сіндер, яка вирішила, що він хоче зашкодити Скарлет. На космічному кораблі Вовк міркує, що він зміг подолати свій інстинкт вбивства вовка завдяки своєму непереборному тваринному інстинкту захистити свою пару, Скарлет. Їм усім вдається втекти на Рапунцелі, а Сіндер нарешті зізнається Торну та Іко, що вона загублена принцеса Селена.
Імператор Кай погоджується одружитися на королеві Левані, щоб зупинити атаки місячних вовків на Землю.

## Персонажі
- Скарлет Бенуа — рудоволоса і кучерява фермерка, 18 років
- Зеєв «Вовк» Кеслі — вуличний боєць, який колись належав до «Зграї». Пізніше з'ясовується, що він — генно-модифікований місячний спецоперативник-утікач на ім'я Зеєв Кеслі та альфа «зграї», осередку генетично модифікованих місячних спецоперативників
- Мішель Бенуа — бабуся Скарлет, яка зникла безвісти, можливо, взята в заручники «Зграєю» за інформацію, яку вона могла мати, коли вона була пілотом Європейських ВПС
- Люк Бенуа- харизматичний і егоїстичний батько-алкоголік Скарлет
- Рен Кеслі — омега «Зграї», частиною якої колись був Вовк
- Лін Сіндер — молода жінка-кіборг-механік. Зникла принцеса Селена, спадкоємиця трону Місяця та племінниця королеви Левани.\
- Імператор Кайто (відомий як Кай) — спадкоємний принц Східної Співдружності, став імператором після того, як його батько помер від чуми
- Доктор Ерланд — місячний втікач, головний дослідник та лікар Східної Співдружності
- Іко — андроїд-партнер Сіндер. Іко іноді забуває, що вона не людина через її несправний особистий чіп.
- Карсвел Торн — курсант-утікач з армії Американської Республіки, називає себе капітаном. Утік із в'язниці Нью-Пекіна після того, як його визнали винним і засудили до 6 років ув'язнення.
- Королева Левана — жорстока королева Луни, місячної колонії. Не перестаючи використовувати тактику тероризму та геноциду для отримання влади, вона частково відповідальна за існування чуми на Землі, оскільки багато її підданих тікають туди, щоб уникнути її впливу. Використовує потужний гламур, щоб виглядати чарівно красивою та змушувати людей виконувати її накази.[2]